# Omnibus Press
Omnibus Press est le plus grand éditeur mondial spécialisé dans les livres en relation avec la musique. Il publie environ 30 nouveaux titres par an qui s'ajoutent à un catalogue de plus de 250 titres actuellement imprimés. Le siège est situé au Royaume-Uni[Où ?].

## Histoire
Omnibus Press est lancé en 1976 en tant qu'éditeur généraliste de non-fiction.

## Livres notables
- The Beatles: A Diary
- Morrissey & Marr: The Severed Alliance
- The Life Of Keith Moon
- Crazy Diamond: Syd Barrett and the Dawn of Pink Floyd
- Paul Weller: My Ever Changing Moods
- Sex and Drugs and Rock’n’Roll: The Life of Ian Dury
- Abba: Bright Lights & Dark Shadows
- Freddie Mercury: An Intimate Memoir
- Johnny Cash: American Icon
- The Dark Story Of Eminem
- Hey Ho let’s Go: The Ramones
- Metallica: Justice For All
- The Libertines: Highs & Lows
- Mod: A Very British Phenomenon
- Mods A New Religion
- Without Frontiers The Life And Music Of Peter Gabriel
- George Harrison: Behind The Locked Door
- Under The Ivy: The Life & Music of Kate Bush
- The Lionel Bart Story: Fings Ain't Wot They Used T' Be
- Steely Dan: Reelin’ In The Years
- Kurt Cobain: Godspeed
- Look Wot I Dun: Don Powell
- Joni Mitchell: In Her Own Words
- Stevie Nicks: Visions, Dreams & Rumors